# NMS Regina Maria
Contratorpilorul NMS Regina Maria, devenit distrugător, a fost construit împreună cu distrugătorul Regele Ferdinand la șantierele navale italiene CTT & Pattison, denumite mai târziu Officine Meccaniche e Cantieri Navali di Napoli, după un proiect Thornicroft, începând cu 1927 și până în1930 când au sosit în țară.
Distrugătorul Regina Maria era numit „Asul de pică al Marinei Regale Române”..